# Pteropus ualanus
Pteropus ualanus — вид рукокрилих, родини Криланових.

## Поширення, поведінка
Країни поширення: Федеративні Штати Мікронезії.